# Vigand Andreas Falbe-Hansen
Vigand Andreas Falbe-Hansen (Odense, 24 settembre 1841 – Fredensborg, 28 marzo 1932) è stato un economista e docente danese  Juris Doctor (LLD, diploma di dottorato, è il più alto titolo accademico danese), professore e politico, fratello della ricercatrice e letteraria Ida Falbe-Hansen.

## Biografia

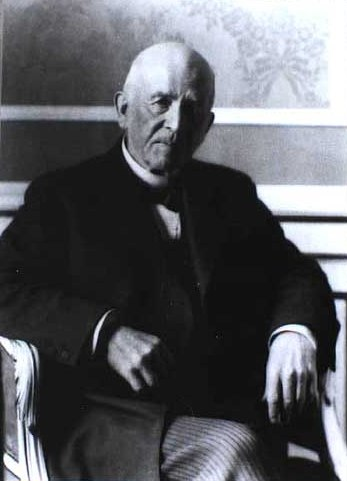
Vigand Andreas Falbe-Hansen

Falbe-Hansen si laureò nel 1867 in scienze politiche. Nel 1870 è diventato un agente per l'agenzia danese statistica e il direttore nel 1873. Dal 1877 a 1902 fa il professore presso l'Università di Copenaghen. Nel 1893 è diventato direttore nel 1913 e direttore generale della società di assicurazione "Danimarca". Nel 1874 è stato segretario della Commissione scandinavo Coin, nel 1875 divenne membro della Workers e nel 1878 del Comitato Cassa di Risparmio. Tra il 1902 e 1904, è stato direttore costituito danese dell'Ufficio nazionale di statistica.
Falbe-Hansen è stato parlamentare dal 1881 al 1884 sostenendo i partiti di destra.